# Bernard Horsfall
Bernard Horsfall (ur. 20 listopada 1930 w Bishop’s Stortford, zm. 29 stycznia 2013) – brytyjski aktor filmowy.

## Filmografia
- 1957: The Steel Bayonet
- 1957: High Flight
- 1957: The One That Got Away
- 1960: The Angry Silence
- 1960: Man in the Moon
- 1964: Guns at Batasi
- 1969: On Her Majesty’s Secret Service
- 1974: Gold (film)
- 1976: Shout at the Devil (film)
- 1982: Gandhi (film)
- 1995: Braveheart